# Mezzanine
Mezzanine — третій студійний альбом англійського електронного гурту Massive Attack, що вийшов 20 квітня 1998 року на лейблах Circa та Virgin Records. Для цього альбому гурт почав досліджувати похмурішу естетику і зосередився на атмосферномішу стилі, на який вплинули британський постпанк, індастріал, хіп-хоп і даб-музика.
Mezzanine очолив чарти Великої Британії, Австралії, Ірландії та Нової Зеландії, ставши найбільш комерційно успішним альбомом гурту на сьогоднішній день. Він посідав високі місця у багатьох списках за підсумками року. З альбому вийшло чотири сингли: «Risingson», «Teardrop», «Angel» та «Inertia Creeps», які також посіли різні місця у чартах Великої Британії.

## Передісторія і запис
Mezzanine був задуманий провідним учасником Massive Attack Робертом Дель Наджа у 1997 році, який хотів зосередитися на дослідженні похмурішої аудіовізуальної естетики з виразними впливами. Виробництво альбому було напруженим процесом; напруженість, що виникала, призвела до розбіжностей, які ледь не розкололи групу, включаючи розчарування Ендрю Воулза. Щоб продемонструвати звучання проєкту, Дель Наджа спочатку створив інструментальні демозаписи, семплюючи пісні британських постпанк гуртів Wire та Gang of Four, які були знайомі йому як виконавці, що захоплювали його ще в підлітковому віці. Грант Маршалл підтримав цей напрямок, оскільки хотів відійти від «урбаністичного соулу» їхнього попереднього альбому Protection, але Воулз був налаштований скептично.
Сесії продовжилися: Воулз і Маршалл працювали над басом і барабанними петлями, а Дель Наджа продовжував створювати демозаписи. Вихід альбому був запланований на грудень 1997 року, але був затриманий на чотири місяці, оскільки Дель Наджа проводив більшу частину часу в студії, «роблячи треки, розриваючи їх на частини, трахаючи їх, панікуючи, а потім починаючи все спочатку». Перед виходом альбому гурт випустив «Superpredators» — позаальбомний трек, що містить багато семплів пісні Siouxsie and the Banshees «Metal Postcard», для саундтреку до фільму The Jackal 1997 року; трек згодом був включений до японської версії Mezzanine.
Ендрю «Mushroom» Воулз покинув гурт невдовзі після виходу альбому через творчі конфлікти, в той час як регі-артист і давній помічник Massive Attack Горас Енді взяв участь у записі кількох пісень. Робоча назва альбому — Damaged Goods — була назвою дебютного синглу гурту Gang of Four 1978 року.
На обкладинці зображено чорного жука рогача на білому тлі, сфотографованого Ніком Найтом у лондонському Музеї природознавства.

## Стиль
Mezzanine був описаний як альбом у стилі трип-хопу та електроніки[1] з настроями «темної клаустрофобії» та меланхолії. Музично альбом є значним відходом від джазового та невимушеного звучання перших двох альбомів, Blue Lines та Protection, посилаючись на темні підводні течії, які раніше були лише невиразно присутні в музиці гурту. Текстурований і глибокий тон альбому значною мірою спирається на абстрактні та ембієнтні звуки, сильний акцент на басах і вплив альтернативного року.
Як і в попередніх альбомах, у кількох піснях використовується один або кілька семплів, які варіюються від виконавців, які зазвичай семплюють у трип-хопі, таких як Айзек Гейз та різні барабанних брейків, до гуртів на кшталт The Cure та Velvet Underground. Зокрема, у «Inertia Creeps» використано семпли турецької музики зіфтетеллі, які Дель Наджа записав після вечірки у Стамбулі, а його запис згодом став ритмічною основою пісні. 1998 року Манфред Манн подав до суду на Massive Attack за несанкціоноване використання семплу пісні «Tribute» з однойменного альбому 1972 року гурту Manfred Mann's Earth Band, використаного у «Black Milk». Згодом на наступних релізах та на концертах трек був під назвою «Black Melt» з видаленим семплом. Пізніші цифрові видання Mezzanine зберегли оригінальну пісню, з додаванням Манна до титрів авторства.

## Відгуки
Mezzanine увійшов на перше місце до UK Albums Chart і був сертифікований Британською асоціацією виробників фонограм (BPI) як платиновий 4 вересня 1998 року, а потім двічі платиновий 22 липня 2013 року, проте не мав такого ж успіху в Північній Америці, досягнувши 60 місця в чарті Billboard 200 і 51 місця в Canadian Albums Chart.
Альбом отримав значне визнання критиків, які високо оцінили нове звучання колективу. Барні Хоскінс з Rolling Stone, хоч і похвалив альбом, але вказав на його недоліки: «Іноді ритм і текстура досліджуються за рахунок мелодій, що запам'ятовуються, а відсутність химерності Tricky […] лише підкреслює плаский, монотонний реп гурту 3-D». Роберт Крістгау з Вілледж войс дав альбому дві зірки і виділив «Risingson» і «Man Next Door» як найяскравіші композиції.
Джон Буш з AllMusic також позитивно відгукнувся про пісню «Inertia Creeps», сказавши, що вона «цілком може стати родзинкою, ще однією особливістю лише для основної трійки. З моторошною атмосферою, гітарами з фузз-тоном і безліччю ефектів, ця пісня цілком може стати найкращим продакшеном від найкращої команди продюсерів, яку коли-небудь бачив електронний світ».
Через кілька років після виходу альбому він потрапив до кількох хіт-парадів у Великій Британії та Сполучених Штатах. 2000 року журнал Q помістив Mezzanine на 15 місце у списку «100 найкращих британських альбомів усіх часів». 2013 року він посів 215 місце у списку «500 найкращих альбомів усіх часів» журналу NME. 2003 року альбом посів 412 місце у списку «500 найкращих альбомів усіх часів» журналу Rolling Stone, і хоча його не було в оновленому списку 2012 року, він знову увійшов до оновленого списку 2020 року, посівши 383 місце.
До квітня 2000 року альбом розійшовся накладом 2,5 мільйона копій в усьому світі. Станом на лютий 2010 року, за даними Nielsen SoundScan, у Сполучених Штатах було продано 560 000 копій.

## Mezzanine ДНК
До 20-ї річниці виходу Mezzanine запис було закодовано у синтетичну ДНК — вперше для музичного альбому. Проєкт був реалізований у співпраці зі швейцарською лабораторією TurboBeads Labs; цифрове аудіо альбому було збережено у вигляді генетичної інформації. Потім аудіо було стиснуто за допомогою програми Opus, закодовано в молекулах ДНК — 920 000 коротких ланцюжків ДНК, що містять усі дані, — а потім залито у 5 000 крихітних скляних намистин.

## Ювілейне перевидання до 20-річчя
Альбом був ремастирований і перевиданий до свого 20-річчя. Ювілейне дводискове видання вийшло 23 серпня 2019 року і містило бонусний диск з раніше невиданими даб-міксами від Mad Professor, які спочатку планувалося випустити на альбомі реміксів Mezzanine. Також було заплановано випуск потрійної вінілової версії, спочатку відкладеної із запропонованої дати релізу, а зрештою випуск було скасовано взагалі.
Замість вінілового перевидання, ремікси Mad Professor вийшли у вигляді рожевого 12-дюймового вінілового синглу під назвою Massive Attack v Mad Professor Part II (Mezzanine Remix Tapes '98) 20 вересня 2019 року.
Серед реміксів Mad Professor — «Metal Banshee» (невидана даб-версія «Superpredators», яка була переробленою кавер-версією «Metal Postcard» гурту Siouxsie and the Banshees) і «Wire», трек, записаний для саундтреку до фільму Вітаємо в Сараєві.

## Трек-лист
| #     | Назва            | Автор                                                       | Вокал       | Тривалість |
| ----- | ---------------- | ----------------------------------------------------------- | ----------- | ---------- |
| 1.    | «Angel»          | Роберт Дель Наджа, Грантлі Маршалл, Ендрю Воулз, Горас Енді | Горас Енді  | 6:18       |
| 2.    | «Risingson»      | Дель Наджа, Маршалл, Воулз, Лу Рід, Піт Сігер               | 3D, Daddy G | 4:58       |
| 3.    | «Teardrop»       | Дель Наджа, Маршалл, Воулз, Елізабет Фрейзер                | Фрейзер     | 5:29       |
| 4.    | «Inertia Creeps» | Дель Наджа, Маршалл, Воулз                                  | 3D          | 5:56       |
| 5.    | «Exchange»       | Боб Хілліард, Морт Гарсон                                   |             | 4:11       |
| 6.    | «Dissolved Girl» | Дель Наджа, Маршалл, Воулз, Сара Джей Хоулі, Метт Шварц     | Хоулі       | 6:07       |
| 7.    | «Man Next Door»  | Джон Холт                                                   | Енді        | 5:55       |
| 8.    | «Black Milk»     | Дель Наджа, Маршалл, Воулз, Фрейзер                         | Фрейзер     | 6:20       |
| 9.    | «Mezzanine»      | Дель Наджа, Маршалл, Воулз                                  | 3D, Daddy G | 5:54       |
| 10.   | «Group Four»     | Дель Наджа, Маршалл, Воулз, Фрейзер                         | 3D, Фрейзер | 8:13       |
| 11.   | «(Exchange)»     | Хілліард, Гарсон                                            | Енді        | 4:08       |
| 63:29 |                  |                                                             |             |            |

### Використані семпли
- «Risingson» включає семпли з «I Found a Reason» гурту The Velvet Underground.
- «(Exchange)» включає семпли з «Our Day Will Come» Айзека Гейза.
- «Man Next Door» включає семпли з «10:15 Saturday Night» гурту The Cure.

## Персоналії

### Massive Attack
- Роберт Дель Наджа — аранжування, вокал, програмування, клавішні, семплування
- Грант Маршалл — аранжування, вокал, програмування, клавішні, семплування
- Ендрю Воулз — аранжування, програмування, клавішні, семплування

### Сесійні музиканти
- Ніл Девідж — аранжування, програмування, клавішні, семплування
- Горас Енді — вокал
- Елізабет Фрейзер — вокал
- Сара Джей Хоулі — вокал
- Анджело Брускіні — гітара
- Джон Гарріс, Боб Локк, Вінстон Бліссетт — бас-гітара
- Енді Гангадін — барабани
- Дейв Дженкінс, Майкл Тімоті — додаткові клавішні

### Технічний персонал
- Massive Attack — продюсування
- Ніл Девідж — продюсування
- Ян Кіберт — Pro Tools
- Лі Шеперд — звукоінженер
- Марк «Spike» Стент — зведення
- Ян Кіберт — асистент зведення
- P-Dub — асистент зведення
- Тім Янг — редагування

### Дизайн
- Нік Найт — фото
- Том Хінгстон — арт-директор, дизайн
- Роберт Дель Наджа — арт-директор, дизайн